# Magyarföld
Magyarföld ist eine ungarische Gemeinde im Kreis Lenti im Komitat Zala.

## Geografische Lage
Magyarföld liegt 33 Kilometer südwestlich des Komitatssitzes Zalaegerszeg und 19 Kilometer nordöstlich der Kreisstadt Lenti am rechten Ufer des Flusses Kerka. Die höchste Erhebung auf dem Gemeindegebiet ist der 258 Meter hohe Berki-hegy. Der Ort gehört zum Landschaftsschutzgebiet Szentgyörgyvölgy (Szentgyörgyvölgyi Tájvédelmi Körzet), wenige Kilometer nördlich des Ortes liegt der Nationalpark Őrség. Nachbargemeinden sind Kerkáskápolna, Felsőszenterzsébet, Szentgyörgyvölgy, Magyarszombatfa, Kercaszomor und Bajánsenye.

## Geschichte
Die Siedlung wurde erstmals 1231 schriftlich unter dem Namen Arácspokoz erwähnt, 1432 als Dobra, 1690 als Dobra Földy und 1720 als Dobrafölde. Der Namensbestandteil Dobra geht möglicherweise auf das slawische Wort für gut zurück. Unter dem heutigen Namen Magyarföld wurde der Ort erstmals 1898 erwähnt.
Die mittelalterliche Geschichte des Ortes wurde geprägt durch mehrere Besitzerwechsel, eine Zeitlang gehörte er der Familie Széchy, ab 1690 gelangte er in die Hände der Familie Szapár. 1828 gab es im Ort 14 Häuser und 113 Bewohner, von denen 49 römisch-katholisch und 64 reformiert waren. Die Bevölkerungszahl wuchs im 19. Jahrhundert, jedoch blieb der Ort einer der kleineren der Region. 
Ein Teil des Gemeindegebiets bestand zur damaligen Zeit aus Kiefernwald und Gemeinschaftsweiden. Es wurden Getreide, Hanf und Leinen für den Eigenbedarf angebaut. Die Wiesen wurden oftmals durch den Fluss Kerka überschwemmt. Das Holz wurde als Brenn- und Bauholz sowie für Schindeln und die Herstellung von Holzgeräten benutzt.
Im Jahr 1913 gab es in der damaligen Kleingemeinde 33 Häuser und 156 Einwohner auf einer Fläche von 1553  Katastraljochen. Sie gehörte zu dieser Zeit zum Bezirk Alsólendva im Komitat Zala.
In den Jahren zwischen 1960 und 1990 kam zu einem starken Bevölkerungsrückgang und der Ort verlor drei Fünftel seiner Bewohner durch Abwanderung in größere Ortschaften.

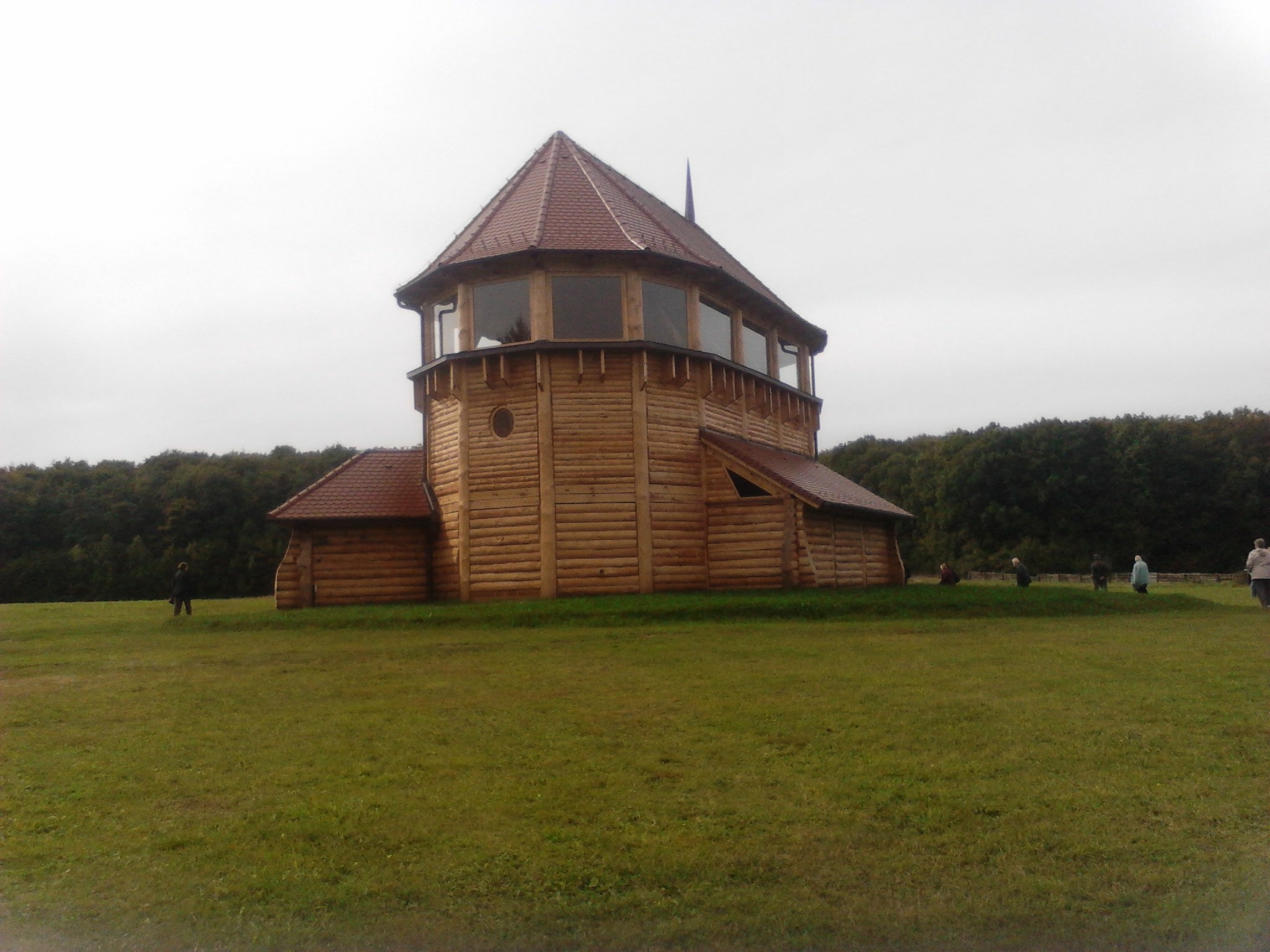
Holzkirche

## Sehenswürdigkeiten
- Ökumenische Holzkirche, eingeweiht 2010, mit einer Holzorgel
- Holzkirchenfestival (Fatemplom Fesztivál)

## Verkehr
Durch Magyarföld verläuft die Landstraße Nr. 7424. Es bestehen Busverbindungen über Kerkáskápolna,  Csesztreg, Resznek und Rédics nach Lenti. Der nächstgelegene Bahnhof befindet sich nördlich in Őriszentpéter.